# Lapte condensat

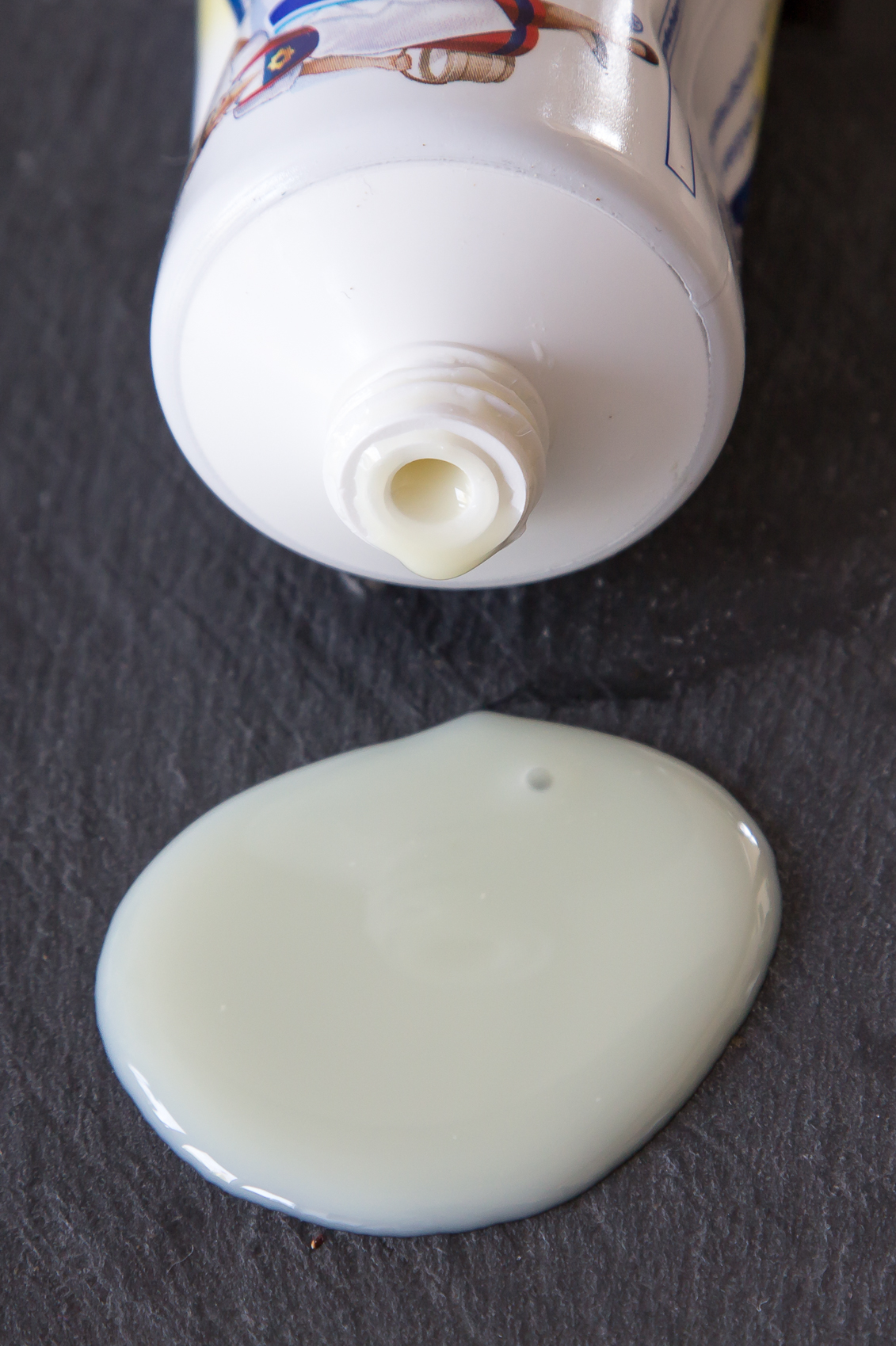
Lapte condensat, ambalat într-un tub de plastic

Laptele condensat  este laptele conservat sub formă de pastă moale, obținut prin eliminarea parțială a apei din lapte. Prin eliminarea totală a apei se obține laptele praf.